# Exechia subfrigida
Exechia subfrigida är en tvåvingeart som beskrevs av Lastovka och Loïc Matile 1974. Exechia subfrigida ingår i släktet Exechia och familjen svampmyggor. Arten är reproducerande i Sverige. Inga underarter finns listade i Catalogue of Life.